# Unione Sportiva Ideale 1923-1924
Questa pagina raccoglie i dati riguardanti l'Unione Sportiva Ideale nelle competizioni ufficiali della stagione 1923-1924.

## Stagione

Una fase del derby Liberty-Ideale del 9 dicembre 1923, vinto 3-1 dai neroverdi.

L'Ideale di Bari si classificò al secondo posto nel girone pugliese, a un solo punto dalla vincitrice Audace di Taranto, qualificandosi così alle semifinali della Lega Sud.
Nel girone di semifinale le sue avversarie furono il Savoia di Torre Annunziata, la Lazio di Roma e l'Anconitana di Ancona. L'Ideale lottò fino all'ultima giornata per il primato nel girone, chiudendo però al terzo posto. Decisiva fu la sconfitta contro il Savoia nell'ultima partita: si sarebbe dovuta disputare il 1 giugno 1924 a Torre Annunziata, ma fu rinviata al 22 per l'indisponibilità del campo del Savoia dovuta a una manifestazione militare; nel recupero il Savoia si impose per 7-1, conquistando così l'accesso alla finale della Lega Sud, ma l'Ideale sporse reclamo chiedendo la vittoria a tavolino per la mancata disputa dell'incontro del 1 giugno (secondo le tesi baresi il Savoia non si sarebbe impegnato a sufficienza nella ricerca di un campo di gioco alternativo e ciò andrebbe equiparato a un forfait). Il 5 luglio 1924 il Direttorio Federale accolse il reclamo, sancendo la vittoria a tavolino per i baresi, che li portò al primo posto nel girone a pari merito con la Lazio: nel conseguente spareggio, disputato il 6 luglio ad Ancona, furono i biancocelesti capitolini a imporsi per 2-1 ai tempi supplementari. In ogni caso il Savoia presentò controreclamo e lo vinse, per cui risultò di nuovo al primo posto nel girone, mentre i baresi ritornarono al terzo.

## Rosa
| N. |                   | Ruolo | Calciatore                |
| -- | ----------------- | ----- | ------------------------- |
|    | Italia (bandiera) | P     | Vito Antonio Terioli      |
|    | Italia (bandiera) | D     | Michele Alboreto          |
|    | Italia (bandiera) | D     | Giuseppe Vacca (capitano) |
|    | Italia (bandiera) | D     | Giovanni Cavaliere        |
|    | Italia (bandiera) | D     | Giuseppe Capriati         |
|    | Italia (bandiera) | D     | Spilotros                 |
|    | Italia (bandiera) | D     | Lombardi                  |
|    | Italia (bandiera) | D     | Piscopo                   |
|    | Italia (bandiera) | C     | Arcangelo De Matteo       |

| N. |                   | Ruolo | Calciatore              |
| -- | ----------------- | ----- | ----------------------- |
|    | Italia (bandiera) | C     | Addante II              |
|    | Italia (bandiera) | C     | Geruzzi                 |
|    | Italia (bandiera) | A     | Umberto Guidobaldi (II) |
|    | Italia (bandiera) | A     | Giovanni Solfrizzi      |
|    | Italia (bandiera) | A     | Giuseppe Ugenti         |
|    | Italia (bandiera) |       | Di Tullio               |
|    | Italia (bandiera) |       | Gallino                 |
|    | Italia (bandiera) |       | Guerra                  |
|    | Italia (bandiera) |       | Turchiarulo             |

## Risultati

### Prima Divisione

#### Girone pugliese

##### Girone di andata
| Arbitro: | Tiberini |

|                                    |           |  |
| Vacca 82’ De Matteo 83’ Ugenti 88’ | Marcatori |  |

| Arbitro: | Ricci |

|  |           |                            |
|  | Marcatori | 70’ (rig.), 75’ Guidobaldi |

| Arbitro: | Galassi (Roma) |

|               |           |  |
| Marinelli 20’ | Marcatori |  |

| Arbitro: | Reichlin (Napoli) |

|            |           |               |
| Ugenti 21’ | Marcatori | 27’ Carrano I |

| Arbitro: | Paolini (Ancona) |

|             |           |                                |
| Perilli 16’ | Marcatori | 31’, 68’ Ugenti 36’ Guidobaldi |

##### Girone di ritorno
| Taranto 16 dicembre 1923 6ª giornata | Pro Italia        | 0 – 2 A tav. | Ideale | \| Arbitro: \| Reichlin (Napoli) \| |
| Arbitro:                             | Reichlin (Napoli) |              |        |                                     |

| Arbitro: | Magrone |

|                                        |           |  |
| Solfrizzi ?’, ?’, ?’ Guidobaldi Ugenti | Marcatori |  |

| Arbitro: | Molinari (Bari) |

|           |           |  |
| Vacca 23’ | Marcatori |  |

| Arbitro: | Cugnini (Ancona) |

|                          |           |  |
| Sardella 33’ Manzoni 71’ | Marcatori |  |

| Arbitro: | Barra (Napoli) |

|                      |           |             |
| Ugenti 30’, 64’, 73’ | Marcatori | 68’ Perilli |

#### Semifinali Lega Sud - girone A

##### Girone di andata
| Arbitro: | Ambrosini |

|              |           |  |
| Marinari 48’ | Marcatori |  |

| Arbitro: | Cugnini (Ancona) |

|                       |           |             |
| Guidobaldi 28’ (rig.) | Marcatori | 10’ Ghisi I |

| Arbitro: | Trama (Torre Annunziata) |

|                                                                |           |           |
| Varini Bernardini Alboreto 44’ (aut.) Ottier ?’, ?’ Fraschetti | Marcatori | Solfrizzi |

##### Girone di ritorno
| Arbitro: | Comandini (Roma) |

|                                                         |           |            |
| Guidobaldi 5’, 25’ Geruzzi 37’ Ugenti 80’ Solfrizzi 90’ | Marcatori | 30’ Molnar |

| Arbitro: | Dani (Genova) |

|                                                                          |           |                       |
| Bobbio 30’, 55’ Mombelli 33’, 48’ Ghisi I 62’ Orsini 66’ Maltagliati 71’ | Marcatori | 80’ (rig.) Guidobaldi |

| Arbitro: | Fontana (Bologna) |

|                                          |           |                           |
| Addante 10’ Guidobaldi 30’ Solfrizzi 88’ | Marcatori | 62’ Ottier 75’ Bernardini |

## Statistiche

### Statistiche di squadra
| Competizione                                | Punti | In casa | In casa | In casa | In casa | In casa | In casa | In trasferta | In trasferta | In trasferta | In trasferta | In trasferta | In trasferta | Totale | Totale | Totale | Totale | Totale | Totale | DR  |
| Competizione                                | Punti | G       | V       | N       | P       | Gf      | Gs      | G            | V            | N            | P            | Gf           | Gs           | G      | V      | N      | P      | Gf     | Gs     | DR  |
| ------------------------------------------- | ----- | ------- | ------- | ------- | ------- | ------- | ------- | ------------ | ------------ | ------------ | ------------ | ------------ | ------------ | ------ | ------ | ------ | ------ | ------ | ------ | --- |
| Prima Divisione - Puglie                    | 15    | 5       | 4       | 1       | 0       | 13      | 2       | 5            | 3            | 0            | 2            | 7            | 4            | 10     | 7      | 1      | 2      | 20     | 6      | +14 |
| Prima Divisione - Semifinali Sud - girone A | 5     | 3       | 2       | 1       | 0       | 9       | 4       | 3            | 0            | 0            | 3            | 2            | 14           | 6      | 2      | 1      | 3      | 11     | 18     | -7  |

### Statistiche dei giocatori
| Giocatore    | Prima Divisione | Prima Divisione |
| Giocatore    | Presenze        | Reti            |
| ------------ | --------------- | --------------- |
| Addante      | 7               | 1               |
| M. Alboreto  | 15              | 0               |
| Caprioli     | 1               | 0               |
| G. Cavaliere | 1               | 0               |
| Di Matteo    | 10              | 1               |
| Di Tullio    | 7               | 0               |
| Gallino      | 2               | 0               |
| Geruzzi      | 14              | 1               |
| Guerra       | 4               | 0               |
| Guidobaldi   | 16              | 9               |
| Lombardi     | 6               | 0               |
| Piscopo      | 16              | 0               |
| Solfrizzi    | 14              | 6               |
| Spilotros    | 16              | 0               |
| V. Terioli   | 16              | -24             |
| Ugenti       | 16              | 9               |
| G. Vacca     | 9               | 2               |